# Verner Tønnesen Parsberg
Verner Tønnesen Parsberg til Harrested (6. februar 1511 – 21. januar 1567 på Harrested) var dansk rigsråd.
Parsberg var i 1536 og 1538 hofsinde og var samtidig i 1536-37 tilknyttet Øvids Kloster. I 1540 fik han brev på len for området Ellinge, men tiltrådte det ikke og blev i 1541 sendt til Blekinge som lensmand på Sølvitsborg. Han havde desuden et kannikedømme i Roskilde.
I 1548 ledsagede han prins Frederik (senere Frederik 2.) til Norge, omkring 1550 blev han rigsråd, og endelig modtog han ved kroningen af Frederik i 1559 ridderslaget. 
Foruden større byggearbejder på Sølvitsborg havde han i dette vigtige grænselen to opgaver af særlig art: Han skulle så vidt muligt bekæmpe de mange landstrygere, som holdt til i de øde, 
uvejsomme skovstrækninger, der dannede grænsen til Sverige, og han skulle under de spændte forhold til Sverige holde et vågent øje med, hvad der gik for sig på den anden side af grænsen. I begge henseender synes han at have gjort fyldest, og han havde han til stadighed spejdere inde i Sverige og var på den baggrund i hyppig forbindelse med regeringen i København. Da Den Nordiske Syvårskrig brød ud, blev han udnævnt til proviantmester for Blekinge. Ved svenskernes angreb på Blekinge i 1563 forsøgte han forgæves at tvinge dem tilbage ved selv at gøre et mindre indfald over den svenske grænse. Først efter "at de havde skjændet og brændt paa det grusomste, droge de bort". Det følgende år faldt Sølvitsborg ved et nyt angreb, hvor Parsberg inden at byen blev rømmet afbrændte slottet. 
I 1565 blev han sammen med Lave Brahe beordret til som kommissær at ledsage feltøversten Otte Krumpen, men han er formentlig ved sygdom tvunget hjem, idet han døde 21. januar 1567.

## Familie
Han var søn af Tønne Vernersen Parsberg (død omkring 1522) og dennes 2. hustru, Ingeborg Predbjørnsdatter Podebusk. 
Hans hustru, Anne Manderupsdatter Holck, med hvem han havde flere børn, bl.a. Manderup og Valdemar Parsberg, overlevede ham til 26. maj 1591. Hun havde fra 1576 til sin død Hørby Len i Froste Herred. 